# Untriseptium
Cet article court présente un sujet plus développé dans : Superactinide.
L'untriseptium (symbole Uts) est la dénomination systématique attribuée par l'UICPA à l'élément chimique hypothétique de numéro atomique 137.
Cet élément de la 8e période du tableau périodique appartiendrait à la famille des superactinides, et ferait partie des éléments du bloc g.
À mesure qu'on s'éloigne de l'îlot de stabilité (ne dépassant pas Z ≈ 127), les atomes synthétisés devraient rapidement devenir extrêmement instables, au point que Z ≈ 130 est fréquemment cité comme limite « expérimentale » à l'existence pratique de ces éléments ; il n'est donc pas certain que l'élément 137 puisse un jour être effectivement détecté.

## Difficultés mathématiques dans la modélisation des noyaux à 137 protons et plus
Certaines équations approchées ou non relativistes font intervenir le produit αZ, dans lequel α représente la constante de structure fine, et ne sont valides que lorsque ce produit est inférieur à 1 ; dans la mesure où α ≈ 1/137, un problème apparaît à partir de l'untriseptium, pour lequel Z = 137 et donc αZ ≈ 1 :
- D'après le modèle de Bohr, non relativiste, la vitesse d'un électron de la sous-couche 1s serait supérieure à la célérité de la lumière pour Z > 137 :

{\displaystyle v=\alpha \,Z\,c\approx {\frac {Z}{137,036}}\,c}
- L'équation de Dirac devient également invalide au-delà de Z = 137 pour la même raison, en exprimant l'énergie d'un atome à l'état fondamental par :

{\displaystyle E=m_{e}c^{2}{\sqrt {1-\alpha ^{2}Z^{2}}}}
où me est la masse de l'électron au repos.
Ces difficultés sont levées si l'on tient compte des effets relativistes dans le cortège électronique ainsi que de la dimension non nulle des noyaux atomiques (d'autant plus sensible que ces noyaux sont gros), de sorte que la limite maximale théorique du nombre de protons dans un noyau atomique est repoussée, selon les modèles, de 35 à 70 unités au-delà de 137 (i.e. 170 à 210 protons).